# Ixorida rataji
Ixorida rataji är en skalbaggsart som beskrevs av Miksic 1980. Ixorida rataji ingår i släktet Ixorida och familjen Cetoniidae. Utöver nominatformen finns också underarten I. r. brastagiensis.